# Sison thomasii
Sison thomasii är en flockblommig växtart som beskrevs av Michele Tenore. Sison thomasii ingår i släktet höstpersiljor, och familjen flockblommiga växter. Inga underarter finns listade i Catalogue of Life.